# سیمجور دواتی
سیمجور دواتی یک ژنرال ترک بود که به سامانیان خدمت می‌کرد. او بنیانگذار سیمجوریان بود و نقش مهمی در امپراتوری سامانی ایفا می‌کرد.

## زندگی‌نامه
سیمجور یک غلام ترک تبار بود. وی در دوران ابتدایی فعالیت خود، وظیفه جمع‌آوری مالیات هرات را برعهده داشت. او در آغاز به جايگاه دبيری امیراسماعیل رسید. در سال ۹۱۱، حاکم سامانی، احمد سامانی، دستور حمله به صفاریان در سیستان را صادر کرد. سیمجور به همراه سایر ژنرال‌های سامانی بخش‌هایی از سیستان را تسخیر کردند و سپس پایتخت آن، زرنج را از حاکم صفاریان المعدل بن علی، گرفتند. در زمان فتح سیستان، یک شورشی علیه خلیفه با اصالت ترکی به نام سباکری، اسیر و به خلیفه عباسی در بغداد فرستاده ش، و ابوصالح منصور پسر عموی احمد سامانی به عنوان فرماندار سیستان منصوب شد.
مردم سیستان یک سال بعد به رهبری محمد بن هرمز که هوادار عمرو بن یعقوب بود، علیه سیاستهای مالیاتی منصور در سیستان قیام کردند. منصور پس از آن زندانی شد، تا اینکه شورش در سال ۹۱۳ توسط ارتش سامانیان به دست حسین بن علی مرورودی سرکوب شد. 'عمرو به سمرقند فرستاده شد و دیگر رهبران شورشی نیز کشته شدند. سپس سیمجور دواتی به عنوان فرماندار سیستان منصوب شد. به نظر می‌رسد که سیمجور بعداً در توطئه‌ای علیه احمد سامانی شرکت کرد مه که با شکست روبرو شد. در زمان سلطنت فرزند احمد نصر دوم، زیدها به خراسان حمله کردند، اما توسط سیمجور دفع شدند. وی در طول زندگی خود به عنوان فرماندار استان‌های مختلف ایران از جمله استان تازه تصرف شده ری حکومت کرد. وی در زمان سلطنت نصر دوم درگذشت و فرزندی به نام ابراهیم بن سیمجور داشت.

## پانويس
1. ↑  «فائق خاصه سردار سامانی و مناسبات وی با آل سیمجور». پرتال جامع علوم انساني.
2. ↑  ABŪ ṢĀLEḤ MANṢŪR, C. E. Bosworth, Encyclopaedia Iranica